# Fabio Javier Urquizo Ayma
Fabio Urquizo Ayma, conocido como Agente Carrión,[cita requerida] es un exagente de inteligencia del ejército peruano que fue parte de un equipo de inteligencia involucrado en violaciones a los derechos humanos. Dicho equipo operó entre julio y diciembre de 1991 en el contexto de la época del terrorismo en el Perú. De acuerdo con la investigación de la Comisión de la Verdad y Reconciliación, no fue parte del Grupo Colina.

## Biografía

### Datos generales
Fue agente de inteligencia del ejército peruano, sirviendo en Ayacucho en el cuartel Los Cabitos con la misión de desarrollar e implementar planes antisubversivos de forma reservada.

### El diario
El 22 de octubre del año 2001, Urquizo fue detenido tras estar requisitoriado por estar presuntamente involucrado en un atentado contra el canal 13 Red Global de Puno en 1996. Al realizarse el registro domiciliario, se encontró un documento con el rótulo de "Secreto" que llevaba por título "El Agente Carrión". El documento (que según la DIGIMIN era un diario), escrito en tercera persona, relataba las acciones de un equipo de inteligencia integrado por "Paco Salinas", "Arturo", "Arellano", "Chato Salvador", "Aparcana", "Claudio", "Lazo" y "Gallo", quienes, según el diario, estuvieron involucrados en diversas ejecuciones extrajudiciales en 1991 como parte de un equipo de inteligencia. Al ser consultado por el diario, Urquizo negó que en su domicilio se hubiera incautado dicho documento argumentando que no leyó el acta de incautación y que la policía lo había obligado a firmar bajo amenaza.

### Acciones
Según el documento incautado, el "Agente Carrión" junto a su equipo fueron partícipes de los siguientes hechos:
| Fecha                    | Lugar    | Víctima                            | Descripción |
| ------------------------ | -------- | ---------------------------------- | --- |
| 13 de julio de 1991      | Ayacucho | Luis Morales Ortega                | Luis Morales Ortega fue un periodista radicado en Ayacucho que realizó diversas denuncias contra las fuerzas armadas por violaciones a los derechos humanos. El 13 de julio de 1991, Ortega salió de su domicilio hacia el local del Proyecto Especial Sierra Centro Sur. En el trayecto, fue interceptado por dos sujetos, tras intentar pedir auxilio fue asesinado. |
| 18 de julio de 1991      | Ayacucho | Familia Solier                     | El 18 de julio, la familia Solier (integrada por el catedrático Francisco Solier, su esposa Celestina Huallanca, su hijo Waldyn Solier y su sobrino Carlos Rodríguez) fueron ejecutados durante la madrugada. Según la denuncia presentada por APRODEH, la familia fue asesinada porque Celestina presenció la muerte de Morales Ortega. Por otro lado, un informe de la DIRCOTE señalaba a Francisco Solier como miembro de Sendero Luminoso y reemplazo del líder senderista Osmán Morote. |
| 4 de agosto de 1991      | Ayacucho | Huamaní Loayza y Paquiyauri Farfán | El 4 de agosto, fueron asesinados el profesor Ladislao Huamaní Loayza y su esposa Gregoria Paquiyauri Farfán. Según el diario, ambos eran presuntos terroristas. Adicionalmente, el diario añade que los atacantes usaron una modalidad distinta a los senderistas para su accionar. |
| 14 de agosto de 1991     | Ayacucho | Jaico Medina                       | Según el diario, el equipo del "Agente Carrión" ejecutó a Raúl Jaico Medina, dueño de un restaurant y sindicado como terrorista. Luego de la ejecución, colocaron explosivos en el local. |
| 24 de agosto de 1991     | Ayacucho | Santa Cruz y León Espinoza         | Según el diario, el 24 de agosto, se realizó un operativo en Vischongos donde se eliminó a 6 subversivos. Según reportes de inteligencia, aquel día fueron asesinados Mariscot Santa Cruz Miranda y Rister León Espinoza, dejando sus atacantes manuscritos atribuyendo el hecho a Sendero Luminoso. |
| 14 de septiembre de 1991 | Ayacucho | Contreras Palomino y Flores Alca   | Según el diario, se descubrió un infiltrado en el cuartel Los Cabitos. Dicho infiltrado era Luis Contreras Palomino, quien laboraba en el lugar como mecánico electricista. El 14 de septiembre, en un bar, Contreras Palomino fue asesinado junto al profesor Aquilino Flores Alca, este último sindicado como su cómplice. Flores recibió un balazo al intentar perseguir al asesino de Contreras.                                                                                         |
| 18 de diciembre de 1991  | Ayacucho | Gallo Curi y Fernández             | El 18 de diciembre fue asesinado Rogelio Gallo Curi, alias "Camarada Rogelio". Gallo había estado preso por su pertenencia a Sendero Luminoso y, según reportes de inteligencia, seguía operando para los senderistas. También fue asesinado el estudiante de la Universidad Nacional San Cristóbal de Huamanga Camilo Enrique Fernández. |
| 19 de diciembre de 1991  | Ayacucho | Llactahuamán Huarancca             | El 19 de diciembre, según el diario, fue detenido e interrogado Zózimo Llactahuamán Huarancca, alias "Camarada Dante". Posteriormente fue asesinado. Según un radiograma de la época, junto al cadáver del "Camarada Dante" fue encontrado un cartel que lo señalaba como traidor. |
| 21 de diciembre de 1991  | Ayacucho | Leonor Zamora                      | Zamora era alcaldesa de Huamanga y activista de los derechos humanos. Fue asesinada el 21 de diciembre de 1991. Al momento de su muerte se desempeñaba como catedrática de la Universidad Nacional San Cristóbal de Huamanga. |